# Colomys wologizi
Colomys wologizi és una espècie de mamífer rosegador de la família dels múrids. Viu a Guinea i Libèria. L'holotip tenia una llargada de cap a gropa de 130 mm i la cua de 134 mm. És l'única espècie coneguda del gènere Colomys d'hàbits arborícoles. El seu hàbitat natural són els boscos de plana. El seu nom específic, wologizi, es refereix a les muntanyes Wologizi (Libèria).